# Wanda Marcinkowska-Lewandowska
Wanda Marcinkowska-Lewandowska – polska ekonomistka, doktor habilitowana nauk ekonomicznych.

## Życiorys
W 1969 ukończyła studia matematyczne na Uniwersytecie Łódzkim. W 1979 obroniła pracę doktorską. W 1993 habilitowała się w dziedzinie nauk ekonomicznych na podstawie pracy zatytułowanej Geometryczne aspekty modelowania ekonometrycznego. 
Pracowała w Prywatnej Wyższej Szkole Businessu i Administracji, w Olympus Szkole Wyższej im. Romualda Kudlińskiego z siedzibą w Warszawie, w Szkole Głównej Handlowej w Warszawie (1972–2017), m.in. jako kierowniczka Zakładu Teorii Ekonometrii w Instytucie Ekonometrii oraz w Warszawskiej Uczelni Medycznej im. Tadeusza Koźluka. 
Wśród wypromowanych przez nią doktorów znaleźli się Michał Rubaszek oraz Dobromił Serwa. 